# قوائم منتخبات كأس آسيا للشباب 2008
تم السماح بتسجيل ثلاثة وعشرين لاعب لكل منتخب على أن يكون اللاعبين من مواليد 31 أكتوبر 2008 أو أصغر.

## المجموعة الأولى

### اليمن
المدرب: عبد الله محمد فاضل.
- محمد الوسابي
- علي عبد الرزاق العنسي
- عبد الله محمد الشيباني

- باسم سعيد
- فيصل فهد محمد
- حمادة أحمد الزبيري
- هادي يسلم سعيد
- عمار عبد الله
- محمد فؤاد محمد
- علاء سيف محمد علي
- وائل عبد الله المصري
- أكرم سالم حسين عمر
- علاء أحمد سعيد بليدي

- حسين الغازي
- ماجد يحيى علي عقل
- نجيب أحمد الحداد
- ريان محمد علي هيكل

- معاذ علي الأميري
- عمار محمد البلاي
- محمد الخضر
- زيد أحمد حسن صلاح

## المجموعة الثالثة

### الصين
المدرب: ليو تشونغمينغ
- وو يان
- ليو يي
- يو يانغ
- هوي جياكانغ
- كاو يوندينغ
- تشانغ يوان
- تشينغ تشينغدونغ
- زهينغ زهينغ
- بياو تشينغ
- تشانغ لينبينغ
- ليو شياودونغ
- تان يانغ
- جيانغ شياويو
- وو شي
- كيو تيانيي
- تشانغ جيان
- هو سين
- لي هاوتشين
- ليو ديانزو
- وانغ ليانغ
- تشو لياو
- لي تشيتشاو
- وانغ يونلونغ

### كوريا الشمالية
- أو مون سونغ
- سيم هيون جين
- ري هيونغ مو
- هان كيونغ غوانغ
- كانغ تشول ريونغ
- كانغ تشول ريونغ
- ميونغ تشا هيون
- باك يو إل
- أن إل بوم
- ري سانغ تشول
- باك هيونغ جين
- ري كوم سونغ
- أو جين هيوك
- ريم تشول مين
- هونغ كوم سونغ
- باك كوانغ ريونغ
- هان جين آي
- ثاك هو نام
- جو جونغ تشول
- ري كانغ
- جونغ إل جو
- كيم يونغ غيل

## المجموعة الرابعة

### أوزبكستان
- دونيار عثمانوف
- موخيدين خودويروف
- شيرزاد عظموف
- إيفان ناغايف
- كمال الدين تادجيبايف
- سنة الله مامادالييف
- ديليور بيك إرماتوف
- زهير بيريموف
- جسور حسنوف
- كينجا تورايف
- فوزيل موسايف
- إسلام توختاهوجايف
- زاهد راوبوف
- أويبيك كيليتشيف
- مراد خولموحميدوف
- غلوم أورونوف
- شيرزاد كريموف
- صنعت شيهوف

### تايلاند
- ثامساتتشانان كاوين
- نامويانغراك يودراك
- ناوافون تانتراسيني
- كومسوكتشياك كومكريت
- كايوسوكتاي تشاليرمساك
- سيتثيلور جاتوفون
- فومفينيت سوفافورن
- ثاويكان كرويكريت
- إن أوثين وانثون
- نوبروم أتابونغ
- جاروينسوك نيرونريت
- مادبوتيه سيكيت
- جانتاكول سوتجاريت
- كونينغهام صامويل بور
- جاريرنسري واتاناسوبت
- سريتشالونغ أنوسورن
- بونماثان ثيراثون
- بودهاد تشارين
- راتشانون سرينوك
- برامكوم واسان
- سريساي تاناساك
- إكاتشاي ريتثيفان
- سريروينغ توسابورن